# Melanoides tuberculata
Melanoides tuberculata o caracol trompeta es una especie de gasterópodo operculado de agua dulce de la familia Thiaridae.

## Descripción
Es un caracol con una concha cónica alargada, dextrógira, con hasta 12 vueltas, con una abertura estrecha y un ápice puntiagudo; a menudo las primeras vueltas de la concha se pierden por erosión y corrosión. La concha puede alcanzar hasta 36 mm, presenta costillas verticales, estrías espirales y pequeños tubérculos y es de color marrón claro, con una banda espiral rojiza oscura. Poseen un opérculo córneo de color castaño oscuro sobre la parte posterior del pie. Respiran mediante una branquia interna, a través de la cual obtienen oxígeno disuelto en el agua; no tienen sifón.

## Biología
Es una especie dioica, aunque la mayor parte de las poblaciones en todo el mundo están constituida solo por hembras partenogenéticas. Son ovovivíparos, incubando sus embriones dentro de la última porción de aparato reproductor femenino. Los caracoles nacen con 1 a 4,5 mm de largo y entre 3 y 6 vueltas. Los caracoles alcanzan la madurez en 3 a 7 meses, con una de longitud de 10-16 mm y viven unos 2 años.

## Hábitat y distribución
Es un caracol de agua dulce pero capaz de soportar altas salinidades y también altas temperaturas.Es una especie nativa del Cercano Oriente y Norte de África pero que en la actualidad ha sido dispersada por las zonas tropicales y subtropicales de casi todo el mundo.